# Leipzig Lions
Die Leipzig Lions sind ein Verein für American Football, Flag Football und Cheerleading aus Leipzig. In der Saison 2025 spielt der Verein in der GFL2 Nord, der zweithöchsten Spielklasse Deutschlands.

## Geschichte
Der Verein wurde 1992 gegründet und stieg 2025 erstmals in die GFL2 auf. In Folge des Aufstieges entschied sich der Verein die Heimspielstätte der ersten Mannschaft vom Lionsstadion  nach Markkleeberg in den Sportpark Camillo Ugi   zu verlegen.
Seit der Auflösung der in der European League of Football spielenden Leipzig Kings infolge eines Insolvenzverfahrens im Jahr 2023 sind die Leipzig Lions die höchstklassige American-Football-Mannschaft der Stadt.

## Allgemeines
Neben der Herrenmannschaft gibt es auch Jugendmannschaften sowie ein Flag-Football-Team. 
Zudem verfügt der Verein über ein Cheerleading-Team mit dem Namen „Princesses of Lions“.

## Mannschaften
Liste ihrer Mannschaften:
- Herren
- U19
- U17
- 9er Senior Flag Football (Spielvariante mit 9 Feldspieler)
- 5er Senior Flag Football (Spielvariante mit 5 Feldspieler)
- 5er Jugend Flag Football (U16)
- 5er Kinder Flag Football (U13)
- 5er Bambini Flag Football (U10)
- Princesses of Lions (Cheerleader Seniors)
- Cheeky Lionettes (Cheerleader U16)
- Little Lionees (Cheerleader U12)